# Cryptolepis sinensis
Cryptolepis sinensis là một loài thực vật có hoa trong họ La bố ma. Loài này được (Lour.) Merr. mô tả khoa học đầu tiên năm 1919.